# World Skate America
La World Skate America è l'ente governativo degli sport rotellisitici americano.
La confederazione è attualmente costituita da 28 nazioni membri e si occupa dell'organizzazione e gestione dei tornei delle varie discipline rotellisitiche.

## Discipline
Le discipline ufficialmente affiliate alla Confederazione sono le seguenti:
- Hockey su pista
- Hockey in linea
- Pattinaggio freestyle
- Pattinaggio artistico
- Pattinaggio corsa
- Skateboard
- Skiroll

## Membri
- Argentina
- Barbados
- Bermuda
- Bolivia
- Brasile
- Canada
- Cile
- Colombia
- Costa Rica
- Cuba

- Ecuador
- El Salvador
- Guatemala
- Guyana
- Haiti
- Honduras
- Giamaica
- Messico
- Nicaragua
- Panamá

- Paraguay
- Perù
- Porto Rico
- Repubblica Dominicana
- Trinidad e Tobago
- Stati Uniti d'America
- Uruguay
- Venezuela